# برای آخرین بار
برای آخرین بار یک مجموعه تلویزیونی محصول سال ۱۳۸۴ به کارگردانی اکبر منصور فلاح، نویسندگی حسن انصاریان و محمدرضا آریان و تهیه کنندگی صدیقه صحت است که اولین بار در ماه رمضان سال ۱۳۸۴ از شبکه تهران پخش شد. تیتراژ ابتدایی و پایانی این سریال با صدای احسان خواجه‌امیری پخش شد. داستان این مجموعه دربارهٔ پدرکشی است. در خلاصه داستان این سریال آمده‌است: «حبیب کارگر ساده‌ای است که در یک کارخانه کار می‌کند اما بنا به دلایلی با دستور رئیسش آقای قندی اخراج می‌شود. در بین راه با دختری که به تازگی در کارخانه مشغول به کار شده هم مسیر می‌شود. حبیب به دختر دل می‌بندد و غافل از اینکه او دختر رئیس کارخانه است تا اینکه…»

## بازیگران
- امیر جعفری در نقش حبیب
- جمال اجلالی در نقش احمد قندی
- یوسف تیموری در نقش صمد
- شهره سلطانی در نقش مینو قندی
- مهدی امینی‌خواه در نقش بابک قندی
- سحر زکریا در نقش طلا
- آرام جعفری در نقش مهتاب قندی
- گیتی معینی در نقش مادر صمد
- ناصر گیتی‌جاه در نقش پدر صمد
- غلامرضا طباطبایی در نقش پدربزرگ مهتاب
- مینا جعفرزاده در نقش مادربزرگ مهتاب
- حسن اسدی در نقش آقای دکتر
- پریسا گلدوست در نقش مادر حبیب
- رامتین خداپناهی در نقش حمید
- فرزاد حسنی در نقش منصور سعادتی
- صفر کشکولی در نقش عمو صفر
- مجید علم‌بیگی در نقش آقای عابدینی
- مریم صبوری در نقش نامزد سعادتی
- بهروز عابدینی
- داود بیراک
- علی خرم
- مهدی بخشایش
- مهدی فتوحی
- مهرداد خدادادیان
- نسترن یگانه

## جوایز و نامزدها
| سال  | جایزه          | رده                             | دریافت‌کننده       | نتیجه    |
| ---- | -------------- | ------------------------------- | ----------------- | -------- |
| ۱۳۸۵ | نهمین جشن حافظ | بهترین بازیگر زن درام تلویزیونی | سحر زکریا         | نامزدشده |
| ۱۳۸۵ | نهمین جشن حافظ | بهترین خواننده ترانه تیتراژ     | احسان خواجه امیری | نامزدشده |